# Sääreotsa nasu
Sääreotsa nasu ist eine unbewohnte Insel, fünf Meter von der größten estnischen Insel Saaremaa entfernt. Die Insel liegt in der Landgemeinde Saaremaa im Kreis Saare. Sie liegt im Kahtla-Kübassaare hoiuala.
Sääreotsa nasu ist 90 Meter lang und zehn Meter breit.